# American Express Centurion Card
L'American Express Centurion Card, coneguda informalment com a Amex Black Card, és una targeta de pagament només per invitació emesa per American Express. S'estén una invitació als titulars de la targeta Platinum després que compleixin determinats criteris. La targeta Centurion es presenta en diverses variants personals i empresarials.

## Història
L'any 1988, un article al diari The Wall Street Journal va informar que un any abans s'havia deixat de fabricar una targeta de membre negra exclusiva d'American Express que mai es va anunciar. L'article afirmava que durant una prova que va durar gairebé quatre anys, la targeta "estava en possessió d'un grup ultra selecte de consumidors que eren menys de 1.000 a tot el món". Lee Middleton, portaveu d'American Express, va confirmar l'existència de la targeta al Journal i va dir que es va donar a clients que tenien una "relació bancària substancial" amb American Express Bank Ltd., la matriu de Nova York de les filials bancàries d'American Express a Suïssa. Els serveis incloïen "l'enviament de limusines o helicòpters per als clients, la reserva de les seves vacances i la recerca d'atenció mèdica en llocs exòtics". Middleton va dir que American Express va abandonar la targeta negra el 1987 perquè la recentment introduïda targeta Platinum oferia "el 95% dels serveis de la targeta negra".
L'any 1999, American Express va presentar la Centurion Card, una targeta de crèdit negra destinada als titulars de targetes més rics de l'empresa. En un episodi del 2018 del programa de Netflix Comedians in Cars Getting Coffee, Jerry Seinfeld, que va aparèixer en anuncis publicitaris d'American Express als anys noranta, va afirmar haver rebut la primera targeta Centurion després de contactar amb el president de l'empresa sobre la rumorejada de l'existència d'una targeta negra exclusiva.
Doug Smith, el director d'American Express a Europa, va dir al lloc web de verificació de fets Snopes.com que "hi havia hagut rumors que teníem aquesta targeta negra ultra exclusiva per a clients d'elit. No era cert, però vam decidir aprofitar la idea de totes maneres. Fins ara hem tingut un client que compra un Bentley i un altre lloga un jet". El lloc web inclou descripcions no verificades de les sol·licituds dels titulars de la targeta, com ara enviar un motorista a les costes del Mar Mort per recuperar un grapat de sorra i enviar-lo per missatgeria a Londres per a un projecte escolar infantil.

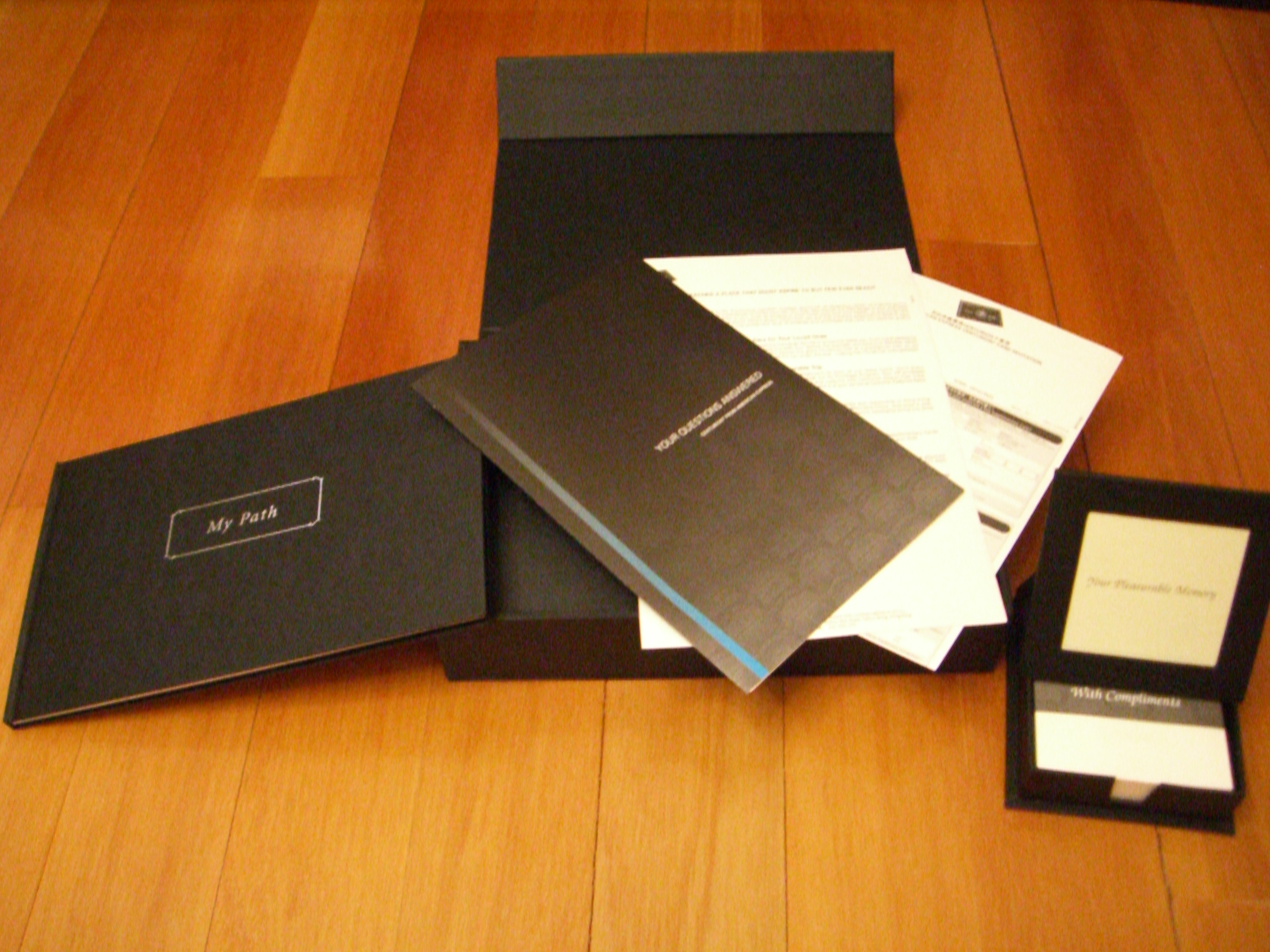
Targeta Centurion a Hong Kong

Per a l'American Express Centurion cal pagar una quota de 2500 euros a l'any i tenir una despesa mínima d'un quart de milió d'euros (només a American Express) juntament amb una trajectòria creditícia impecable i un historial sense conflictes, any rere any. Cada persona que pot fer servir cada targeta són 500 euros més de quota. A més d'aquests requisits, i de només poder ser membre per invitació, l'avaluació de cada perfil es fa al més al nivell de l'organigrama d'American Express i és personal. En accedir a la targeta, es rep un kit exclusiu de benvinguda fabricat en cuir amb una carta personal del president d'American Express i un targeter per guardar la targeta, tot i que segons el país el kit de benvinguda pot variar. Cada membre d'aquest club exclusiu disposa, via telefònica i de forma personalitzada, d'un assistent personal per a tot allò relacionat amb el seu estil de vida, i se li recomanen restaurants, gastronomia, compres i qualsevol capritx que pugui necessitar, com per exemple viatges extravagants, bitllets d'avió exclusius, les 24 hores del dia, 7 dies a la setmana, els 365 dies de l'any. L'American Express permetria per exemple "tancar la Boutique Colette a París o la botiga Cartier del Carrer Serrano de Madrid per comprar sense molèsties, fer un safari a Sud-àfrica a bord d'un 4x4 i acabar el dia dormint en un iot a les aigües de Madagascar; o sobrevolar el pacífic en un Airbus només per a nosaltres i els nostres gossos, i fins i tot jugar a golf amb Tiger Woods en camps on la gespa del green es talla amb tisora, a mà, cada dia".
Des de la seva introducció, la targeta Centurion només s'ha emès als clients convidats per American Express a sol·licitar-la. Els criteris de selecció que utilitza l'empresa per identificar possibles titulars de targetes han estat objecte d'especulació. A la majoria dels països on s'emet la targeta, està feta de titani anoditzat amb la informació i els números gravats amb làser al metall. En algunes ubicacions, com Israel, s'emeten targetes de plàstic "xip" EMV, que també inclouen la tecnologia de pagament sense contacte ExpressPay.
La compra més gran coneguda feta amb la targeta Centurion és la pintura Nu couché d'Amedeo Modigliani, que l'empresari Liu Yiqian va comprar per 170.405.000 dòlars en una subhasta de Christie's a Nova York el 2015.

## En la cultura popular

### Posseïdors famosos de la targeta
American Express no revela una llista de titulars de la targeta Centurion, però s'han associat diverses celebritats amb la targeta.
Durant el rodatge d'una entrevista entre bastidors als BRIT Awards 2007, Noel Gallagher va mostrar la seva targeta Centurion davant la càmera i va dir: "Has de guanyar una quantitat ridícula de diners a l'any per tenir una d'aquestes". En una entrevista del 2009 a talkSPORT, Gallagher va dir: "Tinc una targeta Amex negra que té crèdit il·limitat i no es pot negar enlloc. Podria entrar a una sala d'exposicions que vengués Boeing 747 i, independentment de si m'ho podia permetre, haurien d'acceptar la targeta".
L'antic presentador de Top Gear Jeremy Clarkson va escriure en un article del 2004 per al diari The Times de Londres que va mentir sobre el seu sou per obtenir una targeta Centurion després de llegir "una entrevista que un tio tenia una mà plena de targetes a la butxaca i va declarar que les és brillants, concretament la tan cobejada American Express negre, li donaven certs privilegis". Clarkson finalment va decidir cancel·lar la targeta després de quedar no queda massa impressionat pels seus avantatges.

### Música
La targeta Centurion s'ha convertit en un símbol d'estatus en la indústria musical, especialment en la cultura hip-hop. El 2002, Bloomberg News va informar que el raper Sean "P. Diddy" Combs va utilitzar la targeta per pagar 400 còctels en un bar de Los Angeles. A la cançó "Doing It Way Big" (2003), Lil 'Kim canta: I smack niggas 'cross the face with a Centurion card / Who don't believe I'm (doing it way big). Lil' Kim va posar després amb una targeta Centurion adjunta a un collaret de diamants per a una sessió de fotos de la revista Nylon. A la cançó "Last Call" (2004), Kanye West es refereix a la targeta amb la lletra: I went to the malls and I balled too hard / "Oh my God, is that a black card?" / I turned around and replied, "Why yes / But I prefer the term African American Express". A "Welcome Back " (2004), Mase canta: Amex black card / Shopper of the year. A "Get It Poppin'" (2005), Fat Joe canta: I got that black no limit American Express card. A Einmal um die Welt (2012), el raper alemany Cro diu que la seva xicota pot comprar el que vol perquè té "un American Express i, per descomptat, la negre". Altres cantants com Ariana Grande, Beyoncé, Jay-Z, Lady Gaga, Bow Wow, Nelly Furtado, Lil Wayne també esmenten targetes negres a les lletres de les seves cançons, però no un producte específic d'American Express.

### Cinema i televisió
La targeta Centurion s'ha utilitzat com a complement a la pantalla.
A Quantum of Solace, James Bond lliura una targeta Centurion a una agència de viatges amb una empresa de lloguer d'avions privats per pagar un vol a Bolívia. El pagament és rebutjat per l'MI6, ja que el servei d'intel·ligència intenta desposseir a Bond de les seves funcions i revocar les seves targetes de crèdit i passaports. La rèplica de Centurion utilitzada a la pel·lícula formava part de l'exposició Bond in Motion al London Film Museum.
A l'episodi pilot del programa de comèdia i drama mèdic de USA Network Royal Pains, Tucker Bryant, el jove hereu d'una fortuna familiar guanyada per inventar la batedora, es lesiona fent estavellar el Ferrari del seu pare. Li diu a un metge que "busqui la seva cartera i agafi la petita targeta negra que hi diu American Express" i vola en helicòpter des dels Hamptons fins a l'Hospital Mount Sinai de Manhattan.
En un episodi del programa de drama criminal de la NBC Law & Order: Special Victims Unit, un personatge es descriu com "per l'aspecte de la seva American Express negre, molt ric".
En dos episodis del programa de comèdia i drama de HBO Succession, Kendall i Siobhan Roy, hereus d'una fortuna mediàtica, utilitzen les seves targetes Centurion en un bar i una cafeteria.
En un episodi de la sitcom de la CBS Two and a Half Men, el multimilionari d'Internet Walden Schmidt utilitza la targeta per comprar queviures.

### Literatura
A la novel·la de Lauren Weisberger Everyone Worth Knowing, la protagonista Bette comenta que la seva companya de feina pagava el sopar amb la targeta: "Allà estava, la mítica targeta negra d'American Express. Disponible per invitació només per a aquells que cobren un mínim de 150.000 dòlars anuals".
A la novel·la de Robert Crais The Watchman, es descriu la filla d'un home de negocis ric amb una targeta Centurion.
El personatge principal del llibre Attack Surface Cory Doctorow utilitza una targeta American Express Black diverses vegades.

## Característiques

### Disponibilitat i tarifes
La targeta Centurion només és per invitació després que es compleixin els criteris de despesa, crèdit i valor net adequats amb American Express. American Express no revela públicament els requisits necessaris per obtenir o conservar una targeta, excepte que el titular de la targeta ha de tenir un patrimoni net substancial, a més d'haver estat titular de la targeta Platí.
Tot i que els criteris d'elegibilitat estan subjectes a especulacions, la majoria de fonts fiables coincideixen que els titulars de la targeta Centurion han gastat històricament 250.000 dòlars EUA o més a l'any en targetes American Express de nivell inferior.

### Beneficis
La targeta, disponible per a ús personal i empresarial, ofereix serveis com ara una consergeria i una agència de viatges dedicada; bitllets d'avió d'acompanyament gratuïts en vols internacionals de companyies aèries seleccionades amb la compra d'un bitllet de tarifa completa; compradors personals de botigues com Gucci, Escada i Saks Fifth Avenue; accés als clubs aeroportuaris; millores de vol de primera classe; pertinença al programa de compres personals Cierge de Sony i desenes d'altres membres de clubs d'elit.
Els avantatges d'hotel inclouen una nit gratuïta, quan es reserva almenys una nit de pagament durant la mateixa estada, a tots els hotels Mandarin Oriental del món un cop l'any (excepte a la propietat de la ciutat de Nova York), i privilegis a les cadenes hoteleres com Ritz-Carlton, Leading Hotels of the World i Amanresorts.
La targeta també inclou la inscripció gratuïta al servei Easirent Car Hire Platinum i al Avis Rent a Car President's Club.
Els membres de la targeta Centurion, com els membres de la targeta Platinum, tenen accés gratuït a les sales d'American Express Centurion de diversos aeroports dels EUA. També tenen accés il·limitat a les sales de Priority Pass arreu del món, més de privilegis addicionals en funció del país on estigui registrada la seva targeta. Per exemple, els titulars de la targeta Centurion al Canadà també reben accés complet a Maple Leaf Lounges, una xarxa de sales proporcionada per Air Canada. En moments de gran afluència, els membres de Centurion tenen accés a les àrees reservades per a ells. També hi ha opcions de begudes al bar que són exclusives per als membres del Centurion. A partir del 2015, tenen una opció de xampany de Veuve Clicquot i un single malt whisky de Balvenie.

### Publicacions
Des de l'inici de la targeta, els socis han rebut una còpia de Departures, que també s'envia a tots els titulars de la targeta Platinum. El 2004, els membres d'American Express Centurion als EUA van començar a rebre una revista exclusiva "sense nom", que no estava disponible per cap altre mitjà. A partir de l'edició de primavera de 2007, aquesta revista es va titular oficialment Black Ink. La revista només està disponible per als titulars individuals de la targeta Centurion, no per als clients de l'edició empresarial.
Els membres de Centurion europeus, asiàtics i australians reben trimestralment la revista Centurion publicada per Journal International GmbH (Múnic, Alemanya). El juny de 2011, es va llançar el lloc web de la revista Centurion, que oferia actualitzacions diàries per als membres de la Centurion Card. Segons Journal International, l'edat mitjana d'un lector de Centurion d'Europa o l'Orient Mitjà és de 49 anys. Centurion es publica des de l'any 2001 i té una circulació a Europa i Orient Mitjà de 44.100 exemplars, a Àsia de 13.900 i a Austràlia de 6.000.

## Amex Black Card vs. Black Card
Luxury Card va registrar amb èxit "Black Card" com a marca comercial dels EUA el 2009. Més tard, American Express va demandar perquè el nom era similar a la seva targeta Centurion, que va sostenir que era àmpliament coneguda com "la targeta negra". El Tribunal de Districte dels Estats Units per al Districte Sud de Nova York va dictaminar que la marca registrada de Black Card, LLC amb el nom "Black Card" s'hauria de cancel·lar perquè era merament descriptiva. A partir del 2019, utilitza la marca registrada sota llicència.